# Flatida
Flatida är ett släkte av insekter. Flatida ingår i familjen Flatidae.

## Dottertaxa tillFlatida, i alfabetisk ordning[1]
- Flatida angolensis
- Flatida bimaculata
- Flatida bombycoides
- Flatida cingulata
- Flatida coccinea
- Flatida deltotensis
- Flatida flammicoma
- Flatida floccosa
- Flatida flocossa
- Flatida flosculina
- Flatida hilaris
- Flatida inornata
- Flatida intacta
- Flatida intermedia
- Flatida limbata
- Flatida malgacha
- Flatida marginata
- Flatida marginella
- Flatida melichari
- Flatida montivaga
- Flatida neavei
- Flatida ochreata
- Flatida pallida
- Flatida rosea
- Flatida rubescens
- Flatida rubicunda
- Flatida seriosa
- Flatida subguttata
- Flatida superba
- Flatida tricolor
- Flatida viridula